# Andrea Bianco

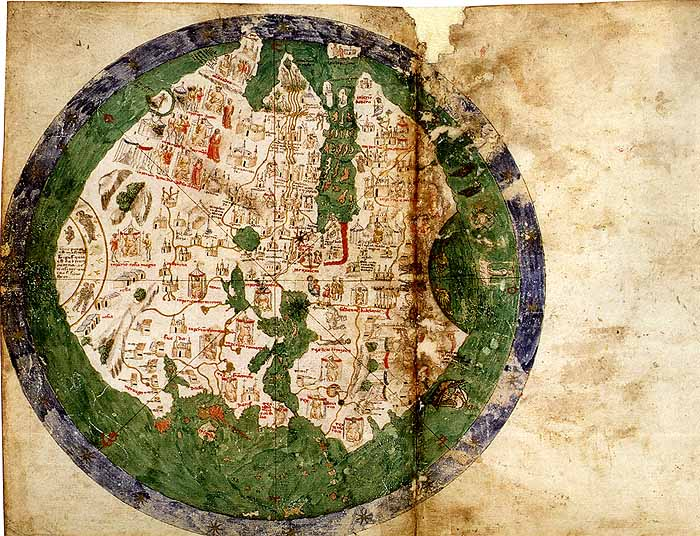
Bianco-Weltkarte (1436)

Andrea Bianco war ein venezianischer Seefahrer und Kartograph, der zwischen 1436 und 1459 nachweisbar ist. Er lebte zeitweise auf der damals genuesischen Insel Chios. Er ist der Autor sowohl der Bianco-Weltkarte (im Jahre 1436), in der Biblioteca Marciana, als auch einer weiteren aus zwei Teilen bestehenden Portolankarte aus dem Jahr 1448, die in der Biblioteca Ambrosiana aufbewahrt wird. Die Angabe einer Jahreszahl war auf Karten in dieser Zeit nicht die Regel. Jedoch gilt die letztere Datierung als sicher, da er auf dieser Karte angibt, er habe sie in diesem Jahr in London gezeichnet.
Die Bianco-Weltkarte ist Teil eines Atlanten, dessen zehn Seiten aus Vellum, in den Abmessungen 29 × 38 cm, bestehen. Er gilt als erstes erhaltenes kartographisches Werk, auf dem die portugiesische Entdeckung Kap Verde abgebildet ist. Auf der neunten Seite befindet sich die Weltkarte, die nebenstehend abgebildet ist.
Andrea Bianco gilt auch als Mitarbeiter des Fra Mauro, der als noch bedeutenderer Kartograph seiner Zeit gilt.